# Astrid Lindgren Memorial Award
L'Astrid Lindgren Memorial Award (in svedese Litteraturpriset till Astrid Lindgrens minne) è un premio letterario internazionale istituito dal Governo svedese e amministrato dallo Swedish Arts Council destinato ad autori attivi nel campo della letteratura per l'infanzia ed istituzioni impegnate nella promozione dei diritti dei bambini.
Fondato nel 2002 e conferito ogni anno, il premio deve il suo nome alla scrittrice svedese Astrid Lindgren (1907-2002).
Con un premio di 5 milioni di SEK (circa 480000 euro), è uno dei più ricchi premi letterari al mondo e il più cospicuo nel campo della letteratura per ragazzi.

## Albo d'oro
- 2003: Maurice Sendak  e Christine Nöstlinger
- 2004: Lygia Bojunga Nunes
- 2005: Philip Pullman  e Ryōji Arai
- 2006: Katherine Paterson
- 2007: Banco del Libro
- 2008: Sonya Hartnett
- 2009: Tamer Institute for Community Education
- 2010: Kitty Crowther
- 2011: Shaun Tan
- 2012: Guus Kuijer
- 2013: Isol
- 2014: Barbro Lindgren
- 2015: Progetto per lo studio di un'educazione alternativa in Sudafrica (PRAESA, affiliato con l'Università di Città del Capo)
- 2016: Meg Rosoff
- 2017: Wolf Erlbruch[4]
- 2018: Jacqueline Woodson[5]
- 2019: Bart Moeyaert[6]
- 2020: Baek Hee-na[7]
- 2021: Jean-Claude Mourlevat[8]
- 2022: Eva Lindström[9]
- 2023: Laurie Halse Anderson[10][11]
- 2024: Indigenous Literacy Foundation[12]
- 2025: Marion Brunet[13]